# Zero Gravity Corporation

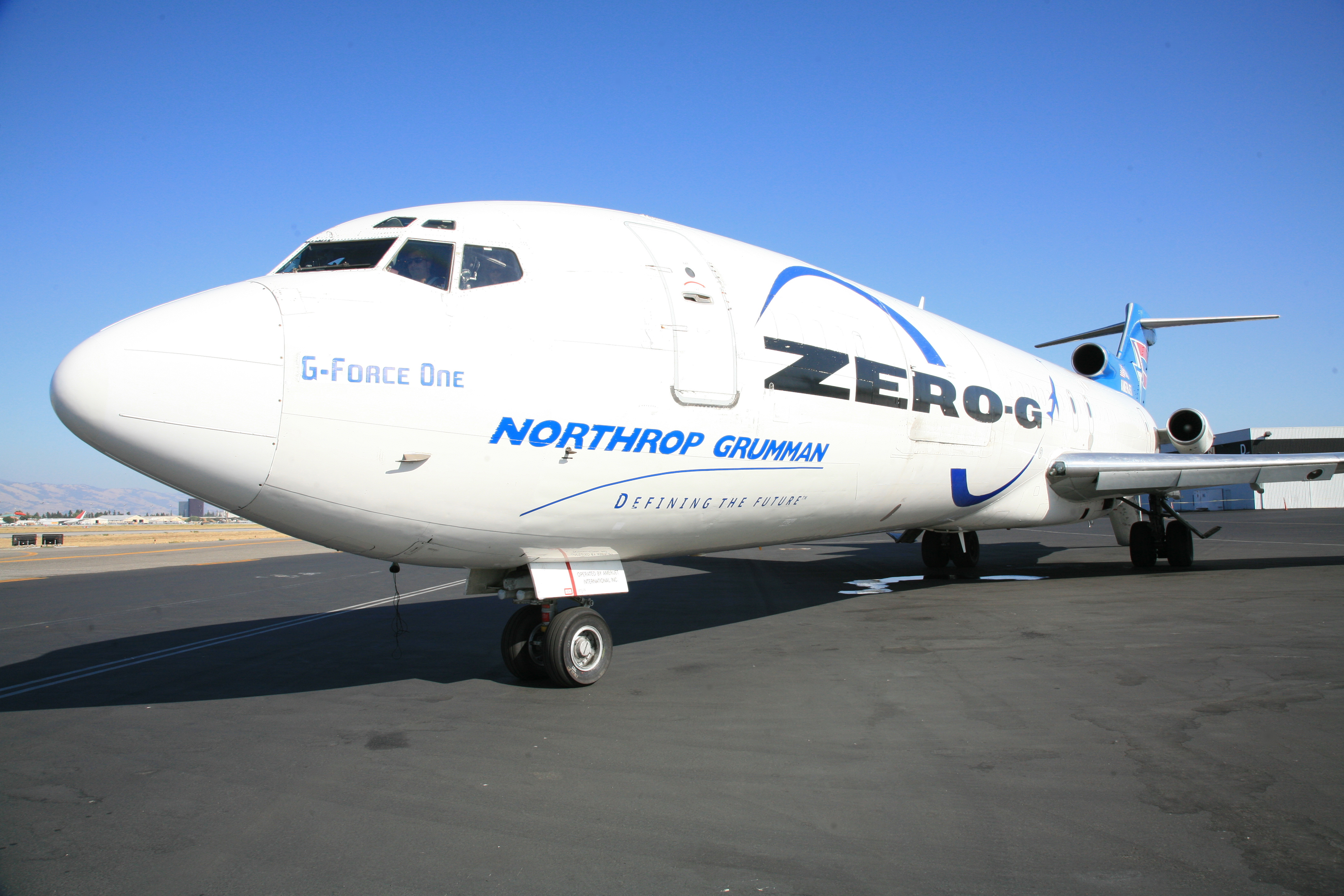
De G-Force one, het gemodificeerde vliegtuig van ZERO-G.

Zero Gravity Corporation (ook bekend als ZERO-G) is een Amerikaans bedrijf gevestigd in Arlington, Virginia, eerder gevestigd in Fort Lauderdale, Florida, dat vluchten verzorgt vanaf Amerikaanse luchthavens waarbij men kortdurend gewichtloosheid kan ervaren. Anders dan de NASA, valt ZERO-G onder Deel 121 van de FAA-wet, die het bedrijf de mogelijkheid geeft om zich op zowel toeristen als onderzoek te richten.

## Geschiedenis
Het bedrijf werd opgericht door ondernemer Peter Diamandis, astronaut Byron K. Lichtenberg en NASA-technicus Ray Cronise. Het bedrijf verzorgt vluchten sinds 2004. Een aantal bekende passagiers is op een dergelijke vlucht geweest, waaronder Penn Jillette, de goochelaar Teller, Martha Stewart, Burt Rutan, Buzz Aldrin en John Carmack. Theoretisch natuurkundige Stephen Hawking is op 26 april 2007 ook op een ingekorte vlucht geweest.
In april 2006 werd ZERO-G het eerste commerciële bedrijf dat toestemming kreeg van het Kennedy Space Center om haar start- en landingsfaciliteiten te gebruiken.
Op 21 april 2007 begon het bedrijf reguliere vluchten vanuit Las Vegas voor het algemene publiek voor vluchtprijzen van 3675 dollar per persoon. Het tv-programma 'Good Morning America' promootte het bedrijf met beelden van de vlucht van hun weerman Sam Champion in Ohio. Op 9 december 2007 huurde Zero G Adam Savage en Jamie Hyneman van het tv-programma MythBusters in om te bewijzen dat de Apollo-maanlandingen geen hoax waren.